# 王台镇 (南平市)
王台镇是中国福建省南平市延平区下辖的一个镇。

## 名称由来
相传闽越王在此地筑台，因而得名王台。

## 行政区划
王台镇共辖19个行政村，分别是：
王台村、吴坍村、姜口村、井窠村、溪后村、新坑村、元墟村、山尾村、下洋坑村、罗坍村、蕉坑村、高埠村、九坍村、埂头村、埂尾村、上溪口村、玢坍村、后洋源村、际洲村。